# Mansuetus Fromm
Mansuetus Fromm OFM (ur. 18 lipca 1861 w Küllstedt, zm. 18 listopada 1915 we Wrocławiu) – niemiecki brat zakonny, franciszkanin, architekt, budowniczy obiektów sakralnych na terenie Śląska. Należał do Prowincji św. Jadwigi Zakonu Braci Mniejszych.

## Życiorys
Został najpierw członkiem III Zakonu św. Franciszka z Asyżu. Do Zakonu Braci Mniejszych – franciszkanów – wstąpił w Prowincji Świętego Krzyża w Saksonii 13 stycznia 1894. Po odbyciu nowicjatu złożył pierwszą profesję zakonną 13 stycznia 1895. Na trwałe złączył się z zakonem składając profesję wieczystą 15 stycznia 1898.
Jeszcze przed wstąpieniem do franciszkanów Fromm projektował i nadzorował budowy na terenie Nadrenii i Westfalii. W zakonie projektował kościoły i kaplice. Jego projekty były czasem odrzucane jako niezgodne z duchem franciszkańskiego ubóstwa. Wybudowane przez Fromma obiekty sakralne zalicza się do stylu neoromańskiego w niemieckiej architekturze przełomu XIX i XX wieku – bazujący na historyzmie romanizm architektoniczny. Część z nich znajduje się dzisiaj na terenie Polski, przede wszystkim na Śląsku.

## Zrealizowane projekty
- Klasztor franciszkanów we Wrocławiu-Karłowicach, część zwana Notburghiem (1897)
- Klasztor franciszkanów i kościół św. Elżbiety Węgierskiej w Nysie (1902–1911)
- Klasztor franciszkanów w Borkach Wielkich (1904)
- Klasztor franciszkanów i bazylika w Katowicach-Panewnikach (1905–1908)
- Budynek Kolegium Serafickiego w Nysie (1910)
- Kaplica cmentarna w Katowicach-Bogucicach (1910)[1]
- Klasztor sióstr pasterek w Świętej Katarzynie
- Kościół parafialny w Jarnołtówku
- Skrzydło klasztoru franciszkanów na Górze Świętej Anny
- Dom sióstr niepokalanek w Raciborzu (ul. Aba Józefa Gawliny 5)
- jeden z klasztorów żeńskich w Gdańsku